# 오월어머니상
오월어머니상은 5·18 유족과 부상자, 구속자 등이 중심이 돼 2006년 설립한 ㈔오월어머니집이 민주화에 헌신한 개인이나 단체에 수여하는 상이다.

## 역대 수상자
| 연도        | 수상자                                                                  | |
| ----------- | ----------------------------------------------------------------------- | --- |
| 2007년 1회  | 고 심금순·박정자 모녀                                                   | ‘무등산 타잔’으로 알려진 박흥숙의 어머니와 누나이며 5·18 당시 김밥과 주먹밥을 나눠줘 시민들에게 도움 |
| 2007년 1회  | 고 김영복·성수남 부부                                                   | 기독병원 사진기사로 재직하며 아내와 함께 촬영 사진을 관공서와 종교단체 등에 비밀리에 전달 |
| 2007년 1회  | 원풍모방 노동조합                                                       | 5·18 당시 희생자들을 돕기 위해 470만원을 모아 천주교 광주대교구에 전달 |
| 2008년 2회  | 박성보                                                                  | 5.18 당시 사망자 신원기록 담당 |
| 2008년 2회  | 극단 광대                                                               | 항쟁기간 전 단원이 항쟁에 참여 |
| 2009년 3회  | 한백경씨(76) 서만재씨(52)'                                              | 1980년 당시 계림무선사를 운영 |
| 2009년 3회  | 서만재씨(52)'                                                           | 광주국군통합병원에서 위생하사로 근무 |
| 2009년 3회  | 사회복지법인 '한산촌(전 한국디아코니아 자매회.설립자 여성숙 결핵전문의) | 가난한 환자 무료진료 |
| 2010년 4회  | 지선 스님                                                               | |
| 2010년 4회  | 조지 카치아피카스 미국 웬트위스공과대학 교수                            | |
| 2010년 4회  | 광주 간호사회                                                           | |
| 2011년 5회  | 강광파(68)                                                              | 소비자 권익보호단체인 시민모임을 이끌어오면서 오월 정신을 계승, 발전 |
| 2011년 5회  | 김은숙(52)                                                              | 1982년 부산 미국문화원방화사건을 통해 광주학살에 대한 미국의 책임을 제기 |
| 2011년 5회  | 바울 슈나이스 목사 부부                                                 | 80년 5월 광주의 참혹한 실상과 진실을 세계에 알린 독일 동아시아 선교단체 파송 선교사 |
| 2012년 6회  | 조진호 화백                                                             | 오월항쟁 이후 오월단체와 재야·사회단체 기금마련을 위한 각종 전시회 등을 통해 수 많은 작품을 기증 출품하고 '광주 통일미술제'와 매년 '오월전'을 개최                                                       |
| 2012년 6회  | 이상구 마리아수녀                                                       | 전북 전주에 있는 인보성체 수도회의 수도자로 지난 1980년 5월 광주 광천동성당 재직시 5·18민중항쟁 상황을 접하고 병원, 피해가족들을 찾아다니며 헌신적인 활동                                                |
| 2012년 6회  | 송백회(회장 홍희윤)                                                     | 1980년 5·18민중항쟁 당시 전 회원들이 적극 참여해 항쟁의 의의와 피해상황 등 가두방송과 대자보, 플래카드 등을 제작                                                                                         |
| 2013년 7회  | 구용기씨(51)                                                            | 1987년 최루탄 부상자회를 조직, 최루탄 퇴출을 위해 노력, 전국민주화운동 상이자연합 중앙상임위원 |
| 2013년 7회  | 양동·대인·남광주시장                                                    | 1980년 상인들이 시민군들에게 물과 주먹밥, 떡을 나눠준 광주지역 전통시장 |
| 2014년 8월  | 고(故) 김대종                                                           | 광주매일신문사 전무, 1987년 민주화운동에 적극적으로 참여하고 2006년 동구 장동 오월어머니집을 개관하는 데 공헌                                                                                            |
| 2014년 8월  | 김원욱                                                                  | 전남매일 사장, 1980년 6월에는 광주의 참상을 표현한 '아! 광주여! 우리나라의 십자가여!'김준태 시를 신문에 게재해 해직                                                                                      |
| 2014년 8월  | 복흠한인교회(독일 소재)                                                 | 5·18민주화운동 당시 전 세계에 5·18 의 진실을 알렸으며, 독일 현지에서 희생자와 유족 돕기 활동, 강연회를 여는 등 진실규명                                                                                  |
| 2015년 9회  | 故박경순                                                                | 1980년 5월 항쟁 시 가족(오빠 박병규)을 잃고, 그 이후 5․18진상 규명과 전두환 퇴진 투쟁에 앞장서고, 희생자 가족 정보를 수집, 분석해 자료집을 제작, 2005년 국립5․18민주묘지 관리소장                        |
| 2015년 9회  | 김종석                                                                  | 무등일보 편집국장으로 1995년 5‧18특별법 제정 과정에서 광주의 젊은 기자들과 함께 광주 시민의 특별법 제정 열망을 보도                                                                                      |
| 2015년 9회  | 극단 신명                                                               | 사회문화운동단체의 시대적 필요성에 따라 창단된 ‘광대’의 활약상과 정신을 계승해 창단 |
| 2016년 10회 | 김종률(58·경기도 안양 새중앙교회) 장로                                  | 광주문화재단 사무처장 |
| 2016년 10회 | 김병균(68·전남 나주 고막원교회) 목사                                    | 임을 위한 행진곡 작곡가 |
| 2016년 10회 | 근로정신대와 함께 하는 시민모임'(대표 이국언)                           | |
| 2017년 11회 | 미국 헌트리(허철선)목사                                                 | 5.18 당시 광주기독병원 원목으로 활동하면서 5.18당시 사진을 직접 찍어 5.18의 진상을 미국의 여러 신문에 기고하는 등 5.18의 진실을 세계에 알렸다.                                                           |
| 2017년 11회 | 박석인 극단코스모스 대표                                                | 5.18당시 조선대학교 경영학과 2학년 학생으로 시민 수습 위원으로 무기 회수(기관중, 다이너마이트, 각종 총기류)를 위해 목숨을 걸고 전남 도청에서 활동했으나 더 많은 부상자를 위해 유공자 신청도 하지 않았다. |
| 2017년 11회 | 히가시쿠죠마당                                                          | 재일동포 양민기 선생이 설립 |